# Avengers: Koniec gry
Avengers: Koniec gry (oryg. Avengers: Endgame) – amerykański fantastycznonaukowy film akcji z 2019 roku na podstawie serii komiksów o grupie superbohaterów o nazwie Avengers wydawnictwa Marvel Comics. Za reżyserię odpowiadali bracia Anthony i Joe Russo na podstawie scenariusza Christophera Markusa i Stephena McFeelya. W rolach głównych wystąpili: Robert Downey Jr., Chris Evans, Mark Ruffalo, Chris Hemsworth, Scarlett Johansson, Jeremy Renner, Don Cheadle, Paul Rudd, Brie Larson, Karen Gillan, Danai Gurira, Benedict Wong, Jon Favreau, Bradley Cooper, Gwyneth Paltrow i Josh Brolin.
Po wydarzeniach w trzeciej części Avengers, pozostali przy życiu superbohaterowie próbują pokonać Thanosa i odwrócić jego działania, które doprowadziły do wymazania połowy istnień we wszechświecie.
Koniec gry wchodzi w skład III Fazy Filmowego Uniwersum Marvela, jest to dwudziesty drugi film należący do tej franczyzy i stanowi on część jej pierwszego rozdziału zatytułowanego Saga Nieskończoności. Jest on kontynuacją filmów Avengers z 2012, Avengers: Czas Ultrona z 2015 i Avengers: Wojna bez granic z 2018 roku. Dwa kolejne filmy, Avengers: Doomsday i Avengers: Secret Wars zostały zapowiedziane na 2026 i 2027 rok.
Światowa premiera filmu miała miejsce 22 kwietnia 2019 roku w Los Angeles. W Polsce zadebiutował on 25 kwietnia tego samego roku. Przy budżecie 356 milionów dolarów Koniec gry zarobił prawie 2,8 miliarda dolarów i stał się najbardziej kasowym filmem na świecie, detronizując ówczesnego lidera, Avatara z 2009 roku. Koniec gry otrzymał pozytywne oceny od krytyków.

## Streszczenie fabuły
Dwadzieścia trzy dni po tym, jak Thanos użył Rękawicy Nieskończoności aby wymazać połowę życia we Wszechświecie, Carol Danvers ratuje Tony’ego Starka i Nebulę przebywających w przestrzeni kosmicznej na statku należącym do Strażników Galaktyki i pomaga im powrócić na Ziemię. Na miejscu ponownie łączą się z pozostałymi przy życiu członkami Avengers: Bruce’em Bannerem, Steve’em Rogersem, Thorem, Natashą Romanoff, Jamesem Rhodesem oraz Rocketem. Udaje im się zlokalizować Thanosa na niezamieszkanej planecie. Udają się tam, by odebrać Thanosowi Kamienie Nieskończoności i przywrócić do życia wszystkich, których unicestwił. Dotarłszy na miejsce, dowiadują się jednak, że Thanos zniszczył Kamienie Nieskończoności. Thor ścina głowę Thanosowi.
Pięć lat później Scott Lang przypadkowo wydostaje się z Wymiaru Kwantowego, w którym był uwięziony od momentu zagłady sprowokowanej przez Thanosa. W bazie należącej do Avengers wyjaśnia Romanoff i Rogersowi, że pięć lat spędzonych w Wymiarze Kwantowym było dla niego jak pięć godzin, po czym przedstawia im teorię pozwalającą wykorzystać Wymiar Kwantowy do podróży w czasie. Cała trójka prosi Starka, aby ten pomógł im odzyskać Kamienie z przeszłości i odwrócić działania Thanosa w teraźniejszości. Stark odmawia, martwiąc się o przyszłość swojej żony Pepper Potts i córki Morgan. Mimo to postanawia dopracować urządzenie do nawigacji w Wymiarze Kwantowym i za namową Potts, postanawia im jednak pomóc. Stark i Banner, któremu udało się połączyć swoją inteligencję z siłą Hulka, budują maszynę czasu. Banner zauważa, że zmiana przeszłości nie wpływa na ich teraźniejszość, a wszelkie zmiany prowadzą do stworzenia alternatywnych rzeczywistości. Banner i Rocket odwiedzają nowy dom dla uchodźców ze zniszczonego Asgardu w Norwegii, aby zwerbować Thora, który nadużywa alkoholu i cierpi na nadwagę. Natomiast w Tokio Romanoff rekrutuje Clinta Bartona, zrozpaczonego stratą swojej rodziny w wyniku działań Thanosa.
Banner, Lang, Rogers i Stark przenoszą się do Nowego Jorku z 2012 roku, w trakcie bitwy z Chitauri. Banner odwiedza Sanctum Sanctorum i przekonuje Starożytną, aby ta oddała mu Kamień Czasu. W Stark Tower Rogers odzyskuje Kamień Umysłu, jednak Stark i Lang bez powodzenia próbują ukraść Kamień Przestrzeni, wskutek czego Loki ucieka z tymże kamieniem. Rogers i Stark postanawiają się udać do 1970 roku. Docierają do jednej z baz T.A.R.C.Z.Y., gdzie Starkowi udaje się zdobyć Kamień, ale też spotkać swojego ojca, Howarda. Rogers w tym czasie kradnie kilka cząstek Pyma z laboratorium Hanka Pyma, aby możliwy był powrót do teraźniejszości. W międzyczasie Rocket i Thor udają się do Asgardu z 2013 roku i wydobywają Kamień Rzeczywistości z ciała Jane Foster. Thor zabiera również ze sobą Mjølner. Nebula i Rhodes udają się na planetę Morag w 2014 roku, obezwładniają Petera Quilla i zabierają Kamień Mocy. Rhodes wraca do teraźniejszości z Kamieniem Mocy, ale Nebula zostaje obezwładniona, gdy jej cybernetyczne implanty łączą się z implantami Nebuli z przeszłości. Za sprawą owego połączenia ówczesny Thanos dowiaduje się o przyszłości. Przechwytuje Nebulę z przyszłości, a w jej miejsce wysyła lojalną wersję z 2014 roku. Barton i Romanoff udają się na planetę Vormir w 2014 roku. Tam opiekun Kamienia Duszy, Czerwona Czaszka, ujawnia, że ów kamień można zdobyć tylko dzięki poświęceniu kogoś, kogo się kocha. Romanoff poświęca się, skacząc w przepaść, dzięki czemu Barton zdobywa Kamień.
Ponownie łącząc się w teraźniejszości, Avengers umieszczają zdobyte Kamienie w stworzonej przez Starka rękawicy, której Banner, odporny na promieniowanie Gamma Kamieni, używa do wskrzeszenia unicestwionego życia. Nebula z 2014 roku używa wehikułu czasu, aby przenieść Thanosa i jego okręt wojenny do teraźniejszości. Atakowi wówczas podlega siedziba Avengers, a Thanos za pomocą kamieni planuje zniszczyć i odbudować Wszechświat według swojej wizji. Nebula z teraźniejszości przekonuje Gamorę z 2014 roku do zdradzenia Thanosa, ale nie udaje jej się zrobić tego samego dla wersji samej siebie z przeszłości i jest zmuszona ją zabić. Stark, Rogers i Thor walczą z Thanosem. Ten wzywa swoją armię, by zniszczyć Ziemię, ale przywrócony do życia Stephen Strange przybywa wraz z innymi czarodziejami, przywróconymi Avengers oraz Strażnikami Galaktyki, armiami Wakandy, Asgardu i Ravagers, aby stanąć do walki z Thanosem i jego armią. Na pomoc przybywa również Danvers, która niszczy okręt wojenny Thanosa. Obezwładniwszy bohaterów, Thanos chwyta rękawicę, ale Stark zabiera mu Kamienie i używa ich do dezintegracji Thanosa oraz jego armii, kosztem własnego życia.
Po pogrzebie Starka Thor mianuje Walkirię nowym królem Asgardu i dołącza do Strażników Galaktyki. Rogers natomiast przywraca Kamienie i Mjølner w miejsca w przeszłości, z których zostały zabrane i pozostaje tam, aby spędzić życie z Peggy Carter. W teraźniejszości sędziwy Rogers przekazuje tarczę Samowi Wilsonowi.

## Obsada
| Polski dubbing |
| • Mariusz Bonaszewski jako Tony Stark / Iron Man • Paweł Ciołkosz jako Steve Rogers / Kapitan Ameryka • Grzegorz Damięcki jako Bruce Banner / Hulk • Piotr Grabowski jako Thor • Wiktoria Gorodeckaja jako Natasha Romanoff / Czarna Wdowa • Marcin Przybylski jako Clint Barton / Hawkeye • Tomasz Sapryk jako James „Rhodey” Rhodes / War Machine • Piotr Adamczyk jako Scott Lang / Ant-Man • Maria Dębska jako Carol Danvers / Kapitan Marvel • Julia Kijowska jako Nebula • Monika Węgiel-Jarocińska jako Okoye • Michał Piela jako Wong • Michał Piela jako Harold „Happy” Hogan • Jacek Braciak jako Rocket • Magdalena Kumorek jako Virginia „Pepper” Potts • Jan Frycz jako Thanos |

- Robert Downey Jr. jako Tony Stark / Iron Man, geniusz, biznesmen, filantrop i playboy, który skonstruował dla siebie serię bojowych pancerzy wspomaganych[5][6].
- Chris Evans jako Steve Rogers / Kapitan Ameryka, weteran II wojny światowej, który został poddany działaniu serum superżołnierza. Spędził kilkadziesiąt lat w letargu zamrożony w lodowcu i został z niego przebudzony w latach współczesnych[7].
- Mark Ruffalo jako Bruce Banner / Hulk, naukowiec specjalizujący się w dziedzinach: biochemii, fizyki nuklearnej i promieniowania gamma. W wyniku wypadku został napromieniowany, co zaowocowało niekontrolowanymi transformacjami w Hulka – wielkiego, humanoidalnego stwora o nadludzkiej sile i wytrzymałości[8].
- Chris Hemsworth jako Thor, król Asgardu, syn Odyna i Friggi. Potrafi wzywać pioruny oraz nimi władać. Jego nową bronią jest topór Stormbreaker, który pozwala na teleportację za pomocą Bifrostu[7].
- Scarlett Johansson jako Natasha Romanoff / Czarna Wdowa, jest byłą agentką T.A.R.C.Z.Y. pracującą wcześniej także jako wysoce wyszkolony szpieg[9].
- Jeremy Renner jako Clint Barton / Hawkeye, mistrz w łucznictwie, wcześniej współpracował z T.A.R.C.Z.Ą[10].
- Don Cheadle jako James „Rhodey” Rhodes / War Machine, były oficer sił powietrznych armii Stanów Zjednoczonych wyposażony w zbroję War Machine[11].
- Paul Rudd jako Scott Lang / Ant-Man, były złodziej, który posługuje się kombinezonem, dzięki któremu może się pomniejszyć jak i powiększyć[6].
- Brie Larson jako Carol Danvers / Kapitan Marvel, była pilot U.S. Air Force, której DNA połączyło się z DNA istoty pozaziemskiej, wskutek czego zyskała nadludzką siłę oraz zdolności latania i emitowania energii[12].
- Karen Gillan jako Nebula, adoptowana córka Thanosa, wychowywana wspólnie z Gamorą. Członek Strażników Galaktyki[13].
- Danai Gurira jako Okoye, dowódczyni Dora Milaje, straży T’Challi. Jest tradycjonalistką i wywodzi się z plemienia Strażników[14].
- Benedict Wong jako Wong, mistrz mistycznych sztuk, sojusznik Strange’a[15].
- Jon Favreau jako Harold „Happy” Hogan, szef ochrony Stark Industries, były szofer i przyjaciel Tony’ego Starka[16].
- Bradley Cooper jako Rocket, członek Strażników Galaktyki, genetycznie zmodyfikowany szop, który biegle posługuje się bronią palną[17]. Sean Gunn zagrał postać na planie za pomocą techniki motion-capture[18].
- Gwyneth Paltrow jako Virginia „Pepper” Potts, narzeczona Starka i prezes Stark Industries[19].
- Josh Brolin jako Thanos, potężna istota, której celem jest zdobycie wszystkich Kamieni Nieskończoności[20].

Swoje role ponadto powtórzyli:

- Sebastian Stan jako James „Bucky” Barnes[21];
- Anthony Mackie jako Sam Wilson / Falcon[22];
- Elizabeth Olsen jako Wanda Maximoff[23];
- Benedict Cumberbatch jako Stephen Strange[24];
- Tilda Swinton jako Starożytna[25][26];
- Chadwick Boseman jako T’Challa / Czarna Pantera[27];
- Letitia Wright jako Shuri[27];
- Winston Duke jako M’Baku[28];
- Angela Bassett jako Ramonda[26];
- Evangeline Lilly jako Hope Van Dyne / Osa[29];
- Michael Douglas jako Hank Pym[30];
- Michelle Pfeiffer jako Janet Van Dyne[30][31];
- Tom Hiddleston jako Loki[26][32];
- Natalie Portman jako Jane Foster[26];
- Rene Russo jako Frigga[26];
- Tessa Thompson jako Walkiria[33];
- Taika Waititi jako Korg[26];
- Tom Holland jako Peter Parker / Spider-Man[34];
- Marisa Tomei jako May Parker[26];
- Jacob Batalon jako Ned Leeds[26];
- Samuel L. Jackson jako Nick Fury[21][30];
- Cobie Smulders jako Maria Hill[21];
- William Hurt jako Thaddeus „Thunderbolt” Ross[21][35];
- Hayley Atwell jako Peggy Carter[26];
- John Slattery jako Howard Stark[26];
- Linda Cardellini jako Laura Barton[26];
- Ben Sakamoto jako Cooper Barton[36];
- Kerry Condon jako głos F.R.I.D.A.Y.[21];
- Ty Simpkins jako Harley Keener[26];
- Frank Grillo jako Brock Rumlow[37];
- Maximiliano Hernández jako Jasper Sitwell[26];
- Robert Redford jako Alexander Pierce[26];
- Callan Mulvey jako Jack Rollins[26];
- Chris Pratt jako Peter Quill / Star-Lord[38];
- Dave Bautista jako Drax[39];
- Zoe Saldaña jako Gamora[40];
- Vin Diesel / Terry Notary jako Groot[41][42];
- Pom Klementieff jako Mantis[23].
- Sean Gunn jako Kraglin Obfonteri[18][43];
- Ross Marquand jako Johann Schmidt / Czerwona Czaszka[21];
- Michael James Shaw jako Corvus Glaive[42];
- Tom Vaughan-Lawlor jako Ebony Maw[21];
- Terry Notary jako Cull Obsidian[42];
- Monique Ganderton jako Proxima Midnight[42].

Powróciły również postacie zagrane przez innych aktorów: Emma Fuhrmann zagrała nastoletnią Cassie Lang; Ava Russo i Cade Woodward pojawili się jako starsze wersje Lily i Nathaniela Bartonów. Pojawiają się ponownie również postacie Mieka i Kaczora Howarda, które zostały wygenerowane komputerowo. Swoją rolę Edwina Jarvisa z serialu Agentka Carter powtarza James D’Arcy. Jest to pierwsza sytuacja, kiedy postać przedstawiona w serialach powiązanych z Filmowym Uniwersum Marvela pojawiła się w filmie franczyzy.
W filmie wystąpili również Hiroyuki Sanada jako Akihiko, przywódca japońskiej Yakuzy oraz Alexandra Rabe jako Morgan Stark, córka Tony’ego Starka i Pepper Potts. W roli cameo pojawił się twórca komiksów Marvela, Stan Lee jako cyfrowo odmłodzony kierowca samochodu w 1970 roku. Był to ostatni występ Lee, który zdążył nagrać tę scenę przed swoją śmiercią w 2018 roku. Aktorzy z serialu Community: Ken Jeong i Yvette Nicole Brown pojawiają się jako ochroniarz i agentka T.A.R.C.Z.Y.; współreżyser filmu, Joe Russo (w napisach końcowych wymieniony jako Gozie Agbo), i Jim Starlin, twórca postaci Thanosa, pojawiają się na ekranie podczas spotkania grupy wsparcia.

## Produkcja

### Rozwój projektu

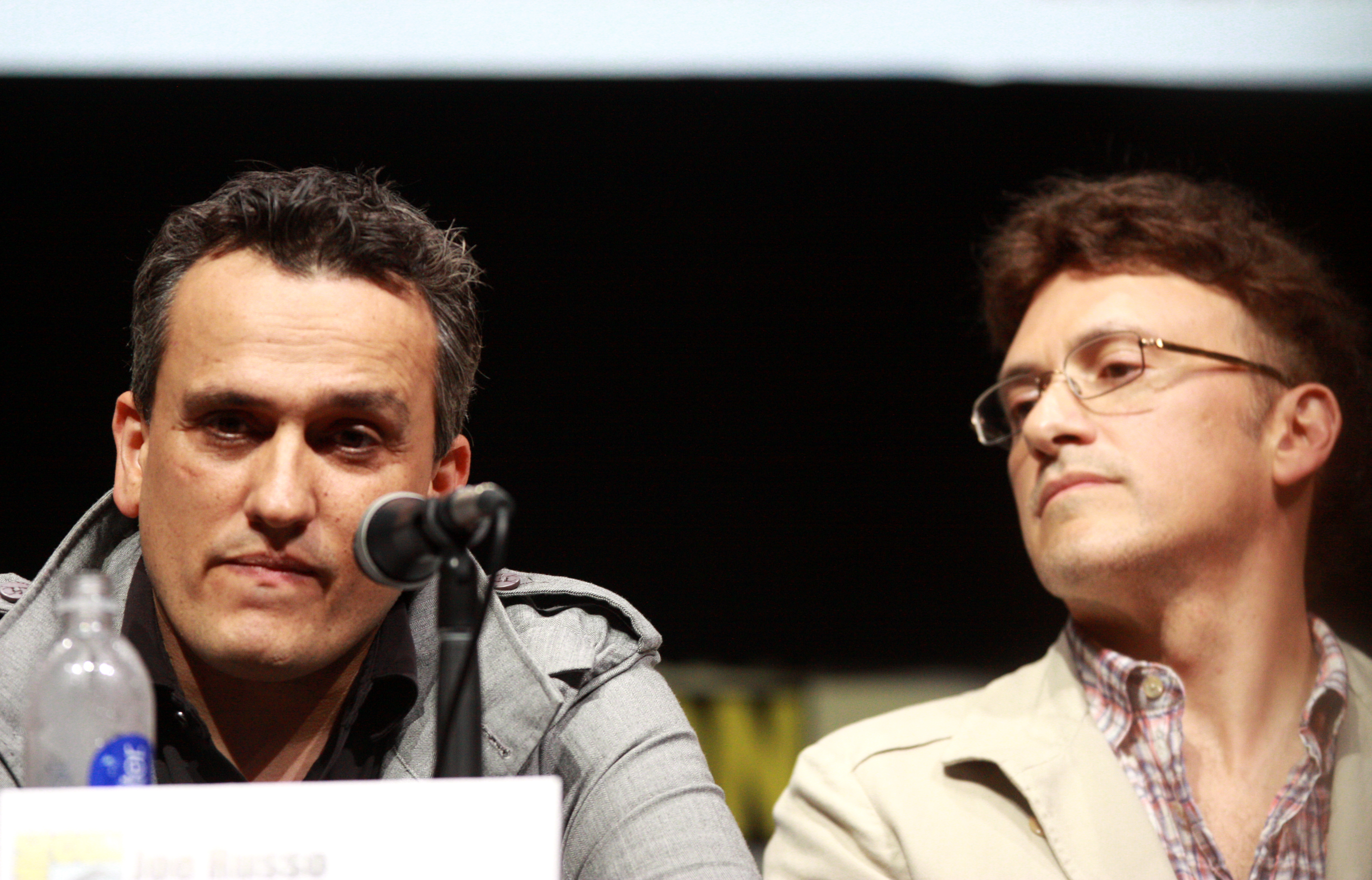
Anthony i Joe Russo, reżyserzy filmu

Począwszy od pierwszych filmów, Marvel Studios zaplanowało adaptację historii z komiksu Infinity Gauntlet Jima Starlina z 1991 roku, wprowadzając Kamienie Nieskończoności jako MacGuffiny. Kamień Przestrzeni (ang. Space Stone) wprowadzono w filmie Kapitan Ameryka: Pierwsze starcie (2011) jako Tesserakt (ang. Tesseract), Kamień Umysłu (ang. Mind Stone) przedstawiono w filmie Avengers (2012) wewnątrz Berła (ang. Scepter), Kamień Rzeczywistości (ang. Reality Stone) w Thor: Mroczny świat (2013) jako Eter (ang. Aether), Kamień Mocy (ang. Power Stone) w Strażnikach Galaktyki (2014) jako Glob (ang. Orb), a Kamień Czasu (ang. Time Stone) w filmie Doktor Strange (2016) w naszyjniku Oko Agamotto (ang. Eye of Agamotto). Ostatni, Kamień Duszy (ang. Soul Stone), pojawił się w filmie Avengers: Wojna bez granic (2018) na planecie Vormir. Rękawice Nieskończoności pokazane zostały w filmach Thor i Avengers: Czas Ultrona, gdzie złoczyńca Thanos zdobył drugą z nich.
28 października 2014 roku podczas MarvelEvent, gdzie przedstawiono skład filmów III Fazy MCU, studio zapowiedziało dwuczęściową kontynuację Avengers: Czas Ultrona, Avengers: Infinity War Part 1 na 2018 rok i Part 2 na 2019. W kwietniu 2015 roku ujawniono, że za reżyserię będą odpowiedzialni bracia Anthony i Joe Russo, a w maju tego samego roku poinformowano, że scenariuszem zajmą się Christopher Markus i Stephen McFeely. Pracowali oni już wspólnie dla wytwórni przy filmach Kapitan Ameryka: Zimowy żołnierz i Kapitan Ameryka: Wojna bohaterów. W lipcu 2016 roku ujawniono, że Part 1 będzie nosiła tytuł Avengers: Infinity War, a Part 2 została oficjalnie bez tytułu. W czerwcu 2018 roku poinformowano, że tytuł zostanie ujawniony pod koniec 2018 roku.
Markus i McFeely rozpoczęli prace poprzedzające napisanie scenariusza podczas zdjęć do filmu Kapitan Ameryka: Wojna bohaterów. Scenarzyści spędzili ten czas na czytaniu komiksów i spisywania pomysłów. Początkowo napisali 60 stron niezwiązanych ze sobą historii aby pokazać, co może się wydarzyć. Od lipca 2016 roku zaczęli pisać scenariusz. Bracia Russo oraz Markus i McFeely współpracowali ze wszystkimi reżyserami i scenarzystami filmów III Fazy Uniwersum. Po zapowiedzeniu filmu w 2014 roku, Feige poinformował, że jest szansa na pojawienie się w filmie postaci z seriali. Bracia Russo ujawnili, że było to rozważane, ale okazało się niewykonalne i zdecydowali się skoncentrować tylko na świecie filmowym. Fabuła filmu była trzymana w tajemnicy do ostatniej chwili, aktorzy nie mieli scenariusza nawet w przeddzień rozpoczęcia zdjęć. Przeważnie dostawali tylko jego fragmenty, a w scenariuszu specjalnie zawarte były fałszywe sceny. Podczas prac nad scenariuszem, Markus i McFeely współpracowali z fizykami kwantowymi na temat mechaniki ich teorii dotyczących podróży w czasie. 7 grudnia 2018 roku został ujawniony pełny tytuł filmu jako Avengers: Endgame oraz przesunięto jego amerykańską premierę o dwa tygodnie wcześniej, na 26 kwietnia.

### Casting
W maju 2014 roku Josh Brolin podpisał kontrakt na rolę Thanosa obejmujący kilka filmów. We wrześniu potwierdzony został udział Jeremy’ego Rennera w roli Clinta Bartona. W październiku Kevin Feige poinformował, że Mark Ruffalo jako Hulk, Josh Brolin jako Thanos i Tom Hiddleston jako Loki pojawią się w filmie. W kwietniu 2015 roku Chris Hemsworth i Chris Evans potwierdzili swój udział. Natomiast rok później, w kwietniu 2016 roku, poinformowano, że Robert Downey Jr. powtórzy swoją rolę. W październiku poinformowano, że w filmie wystąpi Evangeline Lilly jako Hope Van Dyne / Wasp.
W styczniu 2017 roku potwierdzono udział Karen Gillan jako Nebuli, natomiast w marcu Anthony’ego Mackie’ego jako Sama Wilsona. Miesiąc później ujawniono, że Tom Holland i Zoe Saldana powtórzą swoje role. W lipcu Brolin potwierdził swój udział w produkcji. W sierpniu poinformowano, że w obsadzie znaleźli się również: Scarlett Johansson jako Natasha Romanoff, Gwyneth Paltrow jako Pepper Potts, Jon Favreau jako Happy Hogan i Paul Bettany jako Vision, który ostatecznie nie pojawił się w filmie. W następnym miesiącu ujawniono, że powróci Don Cheadle jako James Rhodes, a do obsady dołączył Hiroyuki Sanada. W październiku natomiast potwierdzono, że w filmie wystąpią również: Paul Rudd jako Scott Lang, Letitia Wright jako Shuri i Chadwick Boseman jako T’Challa / Czarna Pantera. W listopadzie ujawniono, że Brie Larson i Michelle Pfeiffer powtórzą swoje role jako Carol Danvers / Kapitan Marvel i Janet Van Dyne. W grudniu Sebastian Stan potwierdził swój powrót do roli Bucky’ego Barnesa i zdradził, że w filmie wystąpią również William Hurt jako Thaddeus Ross i Jeff Goldblum jako Arcymistrz. Goldblum ostatecznie nie pojawił się w filmie.
W kwietniu 2018 roku poinformowano, że powrócą Samuel L. Jackson jako Nick Fury i Michael Douglas jako Hank Pym, a w maju Vin Diesel jako głos Groota. W październiku ujawniono, że Bradley Cooper powróci jako głos Rocketa, a Tilda Swinton jako Starożytna. W tym samym miesiącu poinformowano, że Frank Grillo powtórzy rolę Brocka Rumlowa. Ujawniono również, że jedną z ról w filmie zagrała Katherine Langford, jednak nie pojawiła się ona w ostatecznej wersji filmu. Później ujawniono, że zagrała ona dorosłą córkę Tony’ego Starka, Morgan, która pojawiła się w jego wizji przed śmiercią. Potwierdzono również udział Dave’a Bautisty w roli Draxa, Danai Guriry jako Okoye, Chrisa Pratta jako Petera Quilla, Benedicta Cumberbatcha jako Stephena Strange’a, Elizabeth Olsen jako Wandy Maximoff / Scarlet Witch, Pom Klementieff jako Mantis oraz Benedicta Wonga jako Wonga.

### Zdjęcia i postprodukcja
Bracia Russo początkowo chcieli kręcić film równocześnie z Avengers: Wojną bez granic ze względu na obszerną obsadę i ograniczenie kosztów produkcji, a okres zdjęciowy dla obu produkcji miał trwać około 9 miesięcy. Ostatecznie, w kwietniu 2017 roku, po rozpoczęciu zdjęć do Wojny bez granic, Kevin Feige wyjawił, że jednak będą one realizowane jeden po drugim, ponieważ równoczesne kręcenie okazało się zbyt skomplikowane. Jednym z głównych powodów okazał się fakt, że scenariusz do drugiego filmu nie był jeszcze ukończony. Mimo to, ostatecznie zrealizowano część zdjęć do Końca gry podczas produkcji Wojny bez granic. Były to między innymi sceny Nowego Asgardu, które nakręcono w szkockiej wiosce St Abbs oraz w Asgardzie z 2013 roku, które zrealizowano w Katedrze w Durham. Nakręcono je w kwietniu i maju 2017 roku.
Zdjęcia do filmu rozpoczęto 10 sierpnia 2017 roku w Pinewood Studios w Atlancie, pod tytułem roboczym Mary Lou 2. W sierpniu film był kręcony w śródmieściu Atlanty, a pod koniec miesiąca w Tokio. Produkcję realizowano również nad jeziorem w miasteczku Fairburn. Zdjęcia zakończono 11 stycznia 2018 roku. Odpowiadał za nie Trent Opaloch. Scenografią zajął się Charles Wood, a kostiumy zaprojektowała Judianna Makovsky.
Scena z Bartonem i jego rodziną otwierająca film początkowo miała się znaleźć na końcu Wojny bez granic. Przemiana Bannera w mądrego Hulka była zaplanowana również w poprzedniej produkcji i miała ona nastąpić podczas walk w Wakandzie. Scena cameo ze Stanem Lee została nakręcona w listopadzie 2018 roku.
Postprodukcję filmu rozpoczęto zaraz po premierze Avengers: Wojny bez granic. Dodatkowe zdjęcia do filmu trwały od 7 września do 12 października 2018 roku w Pinewood Studios w Atlancie, a kolejne zrealizowano w styczniu 2019 roku w Raleigh Studios w Kalifornii. Montażem zajęli się Jeffrey Ford i Matthew Schmidt na kilka tygodni przed wydaniem filmu Ant-Man i Osa. Tia Nolan, Peter S. Elliot i Craig Tanner wspierali ich gościnnie, aby ukończyć film na czas. Montaż został zakończony na początku marca 2019 roku. Efekty specjalne przygotowały studia: Industrial Light & Magic, Weta Digital, DNEG, Framestore, Cinesite, Digital Domain, Rise FX, Lola VFX, Cantina Creative, Capital T, Technicolor VFX, Territory Studio i Perception, a odpowiadali za nie Dan DeLeeuw i Swen Gillberg.
Weta Digital przygotowało w znacznej części za scenę finałowej walki, która nakręcona została w całości w studiu w Atlancie. Firma ta odpowiadała także między innymi za atak statku Thanosa na bazę Avengers, walkę Thanosa z Iron Manem, Thorem i Kapitanem Ameryką, scenę z portalami i śmierć Starka. Ich pracę nad ostatnim aktem filmu wspomagały również inne studia. Industrial Light & Magic również partycypowało w tworzeniu sceny finałowej walki, przygotowało scenę przekazywania Rękawicy, walkę Spider-Mana w zbroi Iron Spider i zniszczenie statku Thanosa przez Kapitan Marvel. Stworzyli oni wygląd zbroi Iron Mana, War Machine i Rescue; odpowiadali za wygląd mądrego Hulka, scenę z nim w restauracji oraz jego pobyt w Nowym Asgardzie wraz ze scenami z Rocketem, Korgiem i Miekiem. Odtworzyli również sceny Nowego Jorku z 2012 roku. Cinesite również pracowało nad trzecim aktem; stworzyło scenę walki Hawkeye’a z Outriders. Ponadto było odpowiedzialne za początkową scenę przedstawiającą Starka i Nebulę w kosmosie i odtworzyło scenę ze Strażników Galaktyki na Moragu z Nebulą i Rhodesem.
Digital Domain przygotowało między innymi walkę dwóch Nebuli i sceny na Vormirze. Framestore zajęło się sceną rozmowy Natashy z hologramami, Hawkeye’a testującego tunel kwantowy i jego pobyt na swojej farmie, sceny Thora i Rocketa w Asgardzie w 2013 roku, końcową scenę w Wakandzie i przemówienie hologramu Starka na pogrzebie. DNEG stworzyło scenę powrotu Ant-Mana z tunelu kwantowego w składziku, pomniki przy Golden Gate, sceny w Tokio i walkę Kapitan Ameryka kontra Kapitan Ameryka. Cantina Creative zajęło się między innymi sceną pracy Starka nad podróżami w czasie w jego domu. Lola VFX pracowało nie tylko przy odmładzaniu Johna Slattery’ego, Michaela Douglasa i Stana Lee, ale też przy zrobieniu z Chrisa Evansa 119-latka. Perception przygotowało napisy początkowe i przedstawienie obsady przed napisami końcowymi.

## Muzyka

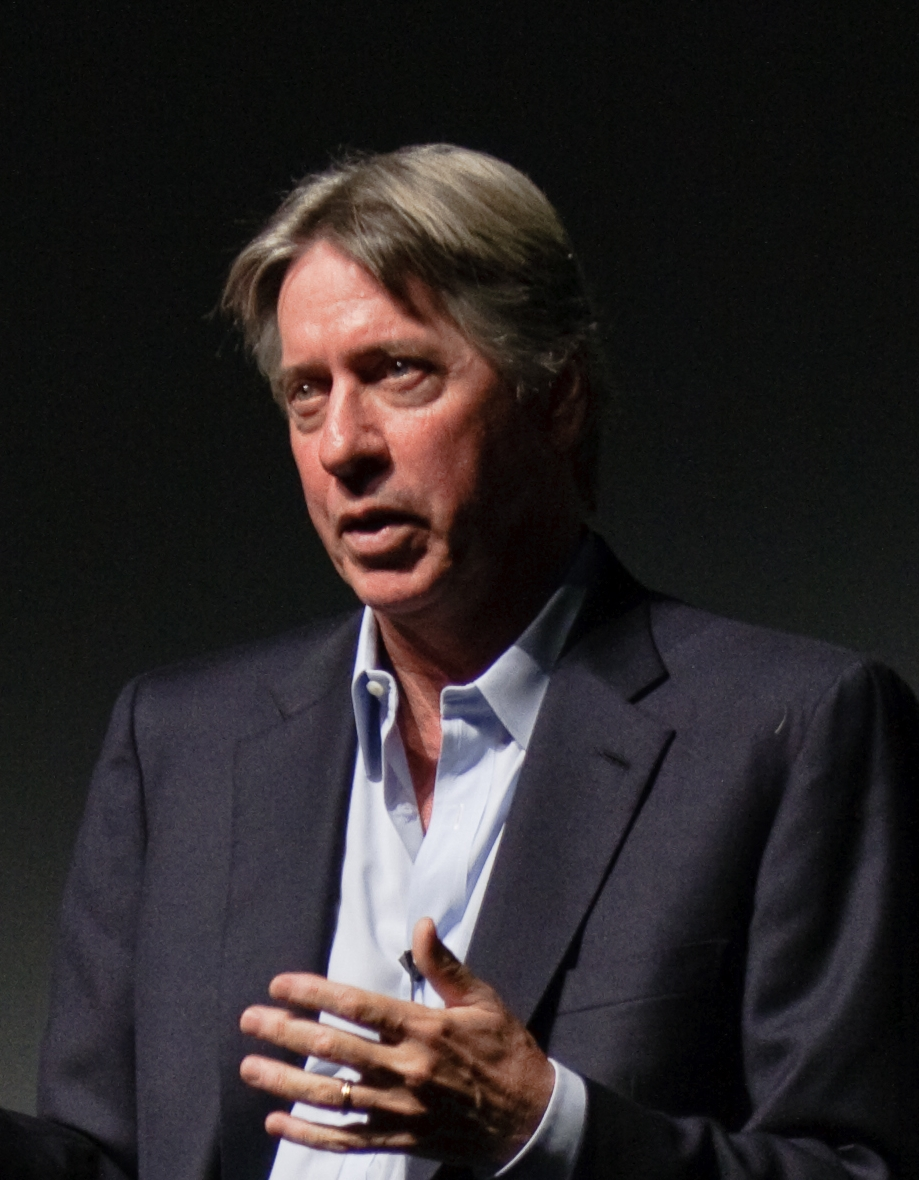
Alan Silvestri, kompozytor muzyki do filmu

W czerwcu 2016 roku poinformowano, że Alan Silvestri skomponuje muzykę do filmu. Ścieżka dźwiękowa nagrana została w Abbey Road Studios w Londynie przez ponad 90-osobowy skład London Symphony Orchestra pod kierownictwem Marka Grahama. Nagrania rozpoczęły się w styczniu, a zakończyły się pod koniec marca 2019 roku. Album z muzyką Silvestriego, Avengers: Endgame Original Motion Picture Soundtrack, został wydany cyfrowo 26 kwietnia 2019 roku, a wersja CD 24 maja tego samego roku przez Hollywood Records. Wersja cyfrowa wzbogacona została o dodatkowe 7 kompozycji. 13 czerwca został wydany wideoklip do utworu Portals, który został wykorzystany w scenie, gdzie Doktor Strange i inni mistrzowie mistycznych sztuk zbierają siły do finałowego starcia z Thanosem.
W filmie wykorzystano ponadto motywy przewodnie z filmów Kapitan Ameryka: Pierwsze starcie, Ant-Man, Doktor Strange i Kapitan Marvel, które skomponowali odpowiednio: Silvestri, Christophe Beck, Michael Giacchino i Pinar Toprak; utwory „Come and Get Your Love” (Redbone) i „It’s Been a Long, Long Time” (Jule Styne i Sammy Cahn), które pojawiły się wcześniej w filmach Strażnicy Galaktyki i Kapitan Ameryka: Zimowy żołnierz oraz „Make Way for Tomorrow Today” (Richard Sherman) „Doom and Gloom” (The Rolling Stones), „Hey Lawdy Mama” (Steppenwolf), „Supersonic Rocket Ship” (The Kinks) i „Dear Mr. Fantasy” (Traffic).
| Avengers: Endgame Original Motion Picture Soundtrack – 2019 | Avengers: Endgame Original Motion Picture Soundtrack – 2019 | Avengers: Endgame Original Motion Picture Soundtrack – 2019 | Avengers: Endgame Original Motion Picture Soundtrack – 2019 |
| Nr                                                          | Tytuł utworu                                                | Autor                                                       | Długość                                                     |
| ----------------------------------------------------------- | ----------------------------------------------------------- | ----------------------------------------------------------- | ----------------------------------------------------------- |
| 1.                                                          | „Totally Fine”                                              | A. Silvestri                                                | 4:29                                                        |
| 2.                                                          | „Arrival”                                                   | A. Silvestri                                                | 1:49                                                        |
| 3.                                                          | „Where Are They?”                                           | A. Silvestri                                                | 3:12                                                        |
| 4.                                                          | „Becoming Whole Again”                                      | A. Silvestri                                                | 3:48                                                        |
| 5.                                                          | „I Figured It Out”                                          | A. Silvestri                                                | 4:30                                                        |
| 6.                                                          | „Perfectly Not Confusing”                                   | A. Silvestri                                                | 4:46                                                        |
| 7.                                                          | „You Shouldn’t Be Here”                                     | A. Silvestri                                                | 3:33                                                        |
| 8.                                                          | „The How Works”                                             | A. Silvestri                                                | 3:50                                                        |
| 9.                                                          | „One Shot”                                                  | A. Silvestri                                                | 2:04                                                        |
| 10.                                                         | „Snap Out of It”                                            | A. Silvestri                                                | 2:24                                                        |
| 11.                                                         | „So Many Stairs”                                            | A. Silvestri                                                | 1:51                                                        |
| 12.                                                         | „Watch Each Other’s Six”                                    | A. Silvestri                                                | 3:56                                                        |
| 13.                                                         | „I Can’t Risk This”                                         | A. Silvestri                                                | 4:48                                                        |
| 14.                                                         | „He Gave It Away”                                           | A. Silvestri                                                | 3:42                                                        |
| 15.                                                         | „The Tool of a Thief”                                       | A. Silvestri                                                | 2:58                                                        |
| 16.                                                         | „The Measure of a Hero”                                     | A. Silvestri                                                | 3:05                                                        |
| 17.                                                         | „In Plain Sight”                                            | A. Silvestri                                                | 3:14                                                        |
| 18.                                                         | „Whatever It Takes”                                         | A. Silvestri                                                | 2:56                                                        |
| 19.                                                         | „Not Good”                                                  | A. Silvestri                                                | 1:53                                                        |
| 20.                                                         | „I Was Made for This”                                       | A. Silvestri                                                | 4:37                                                        |
| 21.                                                         | „Tres Amigos”                                               | A. Silvestri                                                | 3:37                                                        |
| 22.                                                         | „Worth It”                                                  | A. Silvestri                                                | 4:15                                                        |
| 23.                                                         | „Portals”                                                   | A. Silvestri                                                | 3:17                                                        |
| 24.                                                         | „The One”                                                   | A. Silvestri                                                | 2:08                                                        |
| 25.                                                         | „You Did Good”                                              | A. Silvestri                                                | 1:57                                                        |
| 26.                                                         | „The Real Hero”                                             | A. Silvestri                                                | 5:54                                                        |
| 27.                                                         | „Go Ahead”                                                  | A. Silvestri                                                | 2:57                                                        |
| 28.                                                         | „Main on End”                                               | A. Silvestri                                                | 3:11                                                        |
|                                                             |                                                             |                                                             | 1:34:41                                                     |

| Avengers: Endgame Original Motion Picture Soundtrack (wydanie cyfrowe) – 2019 | Avengers: Endgame Original Motion Picture Soundtrack (wydanie cyfrowe) – 2019 | Avengers: Endgame Original Motion Picture Soundtrack (wydanie cyfrowe) – 2019 | Avengers: Endgame Original Motion Picture Soundtrack (wydanie cyfrowe) – 2019 |
| Nr                                                                            | Tytuł utworu                                                                  | Autor                                                                         | Długość                                                                       |
| ----------------------------------------------------------------------------- | ----------------------------------------------------------------------------- | ----------------------------------------------------------------------------- | ----------------------------------------------------------------------------- |
| 1.                                                                            | „Totally Fine”                                                                | A. Silvestri                                                                  | 4:29                                                                          |
| 2.                                                                            | „Arrival”                                                                     | A. Silvestri                                                                  | 1:49                                                                          |
| 3.                                                                            | „No Trust”                                                                    | A. Silvestri                                                                  | 3:08                                                                          |
| 4.                                                                            | „Where Are They?”                                                             | A. Silvestri                                                                  | 3:12                                                                          |
| 5.                                                                            | „Becoming Whole Again”                                                        | A. Silvestri                                                                  | 3:48                                                                          |
| 6.                                                                            | „I Figured It Out”                                                            | A. Silvestri                                                                  | 4:30                                                                          |
| 7.                                                                            | „Perfectly Not Confusing”                                                     | A. Silvestri                                                                  | 4:46                                                                          |
| 8.                                                                            | „You Shouldn’t Be Here”                                                       | A. Silvestri                                                                  | 3:33                                                                          |
| 9.                                                                            | „The How Works”                                                               | A. Silvestri                                                                  | 3:50                                                                          |
| 10.                                                                           | „Snap Out of It”                                                              | A. Silvestri                                                                  | 2:24                                                                          |
| 11.                                                                           | „So Many Stairs”                                                              | A. Silvestri                                                                  | 1:51                                                                          |
| 12.                                                                           | „One Shot”                                                                    | A. Silvestri                                                                  | 2:04                                                                          |
| 13.                                                                           | „Watch Each Other’s Six”                                                      | A. Silvestri                                                                  | 3:56                                                                          |
| 14.                                                                           | „I Can’t Risk This”                                                           | A. Silvestri                                                                  | 4:48                                                                          |
| 15.                                                                           | „He Gave It Away”                                                             | A. Silvestri                                                                  | 3:42                                                                          |
| 16.                                                                           | „The Tool of a Thief”                                                         | A. Silvestri                                                                  | 2:58                                                                          |
| 17.                                                                           | „The Measure of a Hero”                                                       | A. Silvestri                                                                  | 3:05                                                                          |
| 18.                                                                           | „Destiny Fulfilled”                                                           | A. Silvestri                                                                  | 4:05                                                                          |
| 19.                                                                           | „In Plain Sight”                                                              | A. Silvestri                                                                  | 3:14                                                                          |
| 20.                                                                           | „How Do I Look?”                                                              | A. Silvestri                                                                  | 2:06                                                                          |
| 21.                                                                           | „Whatever It Takes”                                                           | A. Silvestri                                                                  | 2:56                                                                          |
| 22.                                                                           | „Not Good”                                                                    | A. Silvestri                                                                  | 1:53                                                                          |
| 23.                                                                           | „Gotta Get Out”                                                               | A. Silvestri                                                                  | 2:38                                                                          |
| 24.                                                                           | „I Was Made for This”                                                         | A. Silvestri                                                                  | 4:37                                                                          |
| 25.                                                                           | „Tres Amigos”                                                                 | A. Silvestri                                                                  | 3:37                                                                          |
| 26.                                                                           | „Tunnel Scape”                                                                | A. Silvestri                                                                  | 3:16                                                                          |
| 27.                                                                           | „Worth It”                                                                    | A. Silvestri                                                                  | 4:15                                                                          |
| 28.                                                                           | „Portals”                                                                     | A. Silvestri                                                                  | 3:17                                                                          |
| 29.                                                                           | „Get This Thing Started”                                                      | A. Silvestri                                                                  | 4:54                                                                          |
| 30.                                                                           | „The One”                                                                     | A. Silvestri                                                                  | 2:08                                                                          |
| 31.                                                                           | „You Did Good”                                                                | A. Silvestri                                                                  | 1:57                                                                          |
| 32.                                                                           | „The Real Hero”                                                               | A. Silvestri                                                                  | 5:54                                                                          |
| 33.                                                                           | „Five Seconds”                                                                | A. Silvestri                                                                  | 1:45                                                                          |
| 34.                                                                           | „Go Ahead”                                                                    | A. Silvestri                                                                  | 2:57                                                                          |
| 35.                                                                           | „Main on End”                                                                 | A. Silvestri                                                                  | 3:11                                                                          |
|                                                                               |                                                                               |                                                                               | 1:56:33                                                                       |

## Promocja

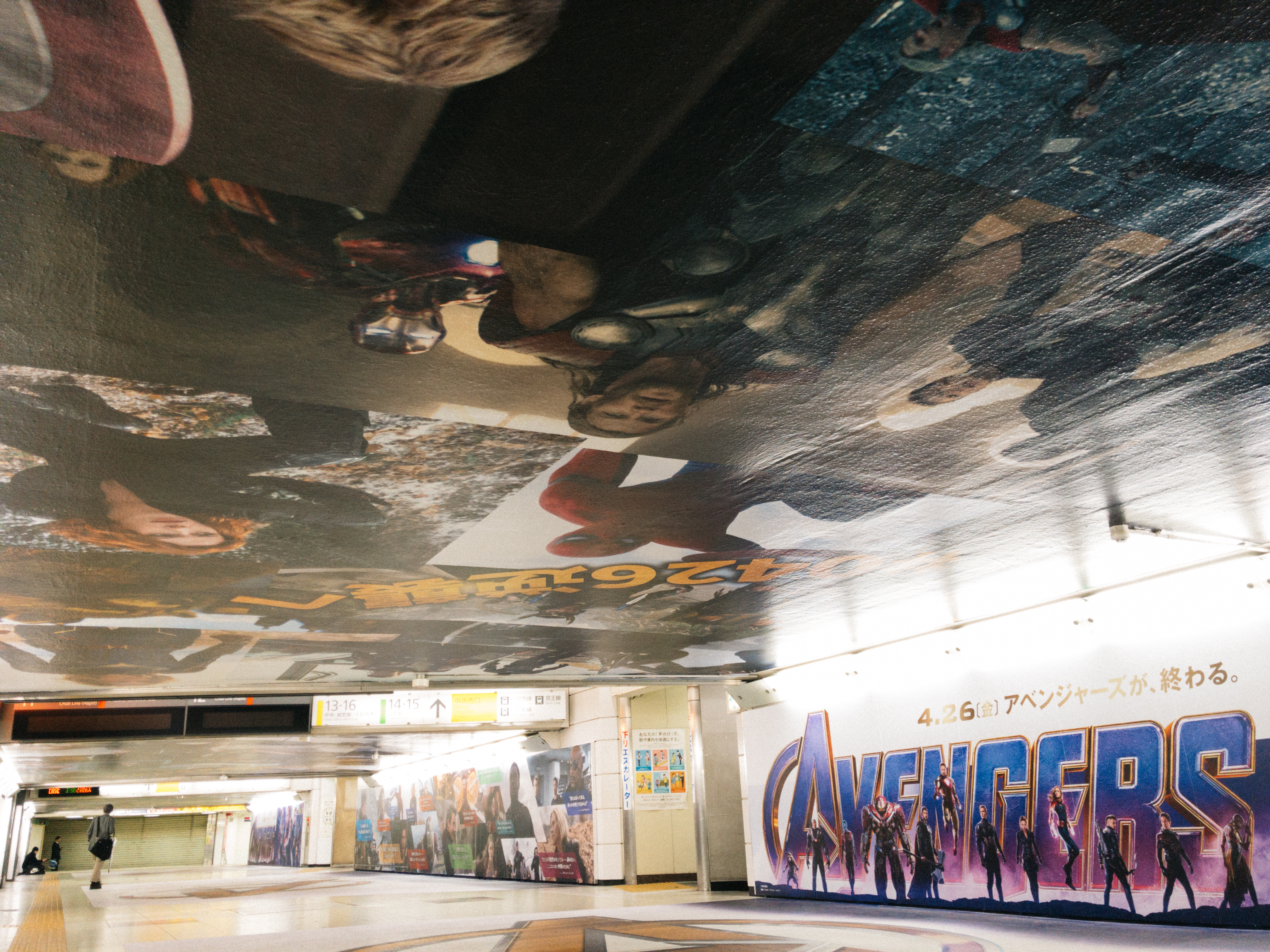
Kampania promocyjna na dworcu Shinjuku w Tokio.

28 października 2014 roku, podczas MarvelEvent, została zaprezentowana krótka zapowiedź filmu prezentująca przedstawione do tej pory Kamienie nieskończoności oraz Thanosa z Rękawicą nieskończoności. Rok przed wydaniem filmu dziennikarz Germain Lussier podzielił się swoimi spostrzeżeniami na temat ewentualnego podejścia Marvel Studios do promocji filmu związanymi ze śmiercią wielu postaci w filmie Avengers: Wojna bez granic. Zastanawiał się, czy te postacie pojawią się na plakatach i w kampaniach zabawkowych, oraz czy aktorzy je przedstawiający będą uczestniczyć w wydarzeniach prasowych poprzedzających premierę filmu. Lussier uważał, że studio może się skupić na oryginalnych członkach zespołu Avengers, którzy stanowią większość żyjących postaci. Zauważył jednak, że bardziej korzystne byłoby pokazanie powrotu martwych postaci, co spowodowałoby ciekawość co do tego, jak wracają i pomogłoby to stworzyć zupełnie inny poziom zainteresowania filmem. W czerwcu 2018 roku Kevin Feige zaprezentował materiał zza kulis na konwencie CineEurope. Również w tym samym miesiącu Feige poinformował, że żadna z nieżyjących postaci nie pojawi się w kampanii promocyjnej. 7 grudnia 2018 roku został zaprezentowany pierwszy zwiastun filmu oraz po raz pierwszy tytuł filmu, który został obejrzany 289 milionów razy w ciągu pierwszych 24 godzin, stając się najchętniej oglądanym zwiastunem. Wygenerował on również 549 tysięcy konwersacji na Twitterze, ustanawiając ich nową rekordową liczbę. 14 marca 2019 roku pojawił się ostateczny zwiastun, który został obejrzany 268 milionów razy w ciągu 24 godzin.
Partnerami promocyjnymi byli: Stand Up to Cancer, Mastercard, Ulta Beauty, Audi, McDonald’s, Ulta Beauty, Geico, Coca-Cola, Google, General Mills, Hertz, Ziploc, Oppo i Synchrony Financial. Kampania marketingowa wyniosła ponad 200 milionów dolarów i była największą promocją filmu produkcji Marvel Studios.
Komiksy powiązane
5 grudnia 2018, 9 stycznia i 20 lutego 2019 roku został wydany trzy-zeszytowy komiks Avengers: Endgame Prelude, który jest adaptacją filmu Avengers: Wojna bez granic. Will Corona Pilgrim napisał scenariusz, a za rysunki odpowiadał Paco Diaz.

## Wydanie
Światowa premiera Avengers: Koniec gry miała miejsce 22 kwietnia 2019 roku w Los Angeles. W wydarzeniu tym uczestniczyła obsada, twórcy filmu oraz zaproszeni goście. Premierze towarzyszył czerwony dywan oraz szereg konferencji prasowych.
Dla szerszej publiczności film zadebiutował 24 kwietnia we Francji, Niemczech, Włoszech, Australii, Chinach, Korei Południowej, Austrii, Belgii, Danii, Finlandii, Grecji, Islandii, Libanie, Holandii, Norwegii, Szwecji, Szwajcarii, Hongkongu, Indonezji, Malezji, Nowej Zelandii, Filipinach, Singapurze, Tajwanie i Tajlandii. Następnego dnia zadebiutował on w Polsce oraz między innymi w Wielkiej Brytanii, Brazylii, Chorwacji, Czechach, Izraelu, Portugalii, Słowacji, Słowenii, Turcji, Ukrainie, Argentynie, Panamie, Urugwaju, Paragwaju, Peru, Kolumbii i na Węgrzech. 26 kwietnia był dostępny dla widzów w Stanach Zjednoczonych i Kanadzie oraz w Hiszpanii, Japonii, Meksyku, Południowej Afryce, Indiach, Wietnamie, Wenezueli i Ekwadorze, a w Rosji zadebiutował 29 kwietnia. Początkowo amerykańska premiera została zapowiedziana na 3 maja 2019 roku.
W czerwcu Kevin Feige poinformował, że Avengers: Koniec gry zostanie ponownie wydany w kinach, tym razem z dodatkowym siedmiominutowym materiałem po napisach zawierającym: hołd dla Stana Lee, niedokończoną usuniętą scenę oraz scenę otwarcia filmu Spider-Man: Daleko od domu. To wydanie filmu było dostępne w Stanach Zjednoczonych od 28 czerwca.
Film został wydany cyfrowo w Stanach Zjednoczonych 30 lipca 2019 roku przez Walt Disney Studios Home Entertainment, a 13 sierpnia tego samego roku na nośnikach DVD i Blu-ray. W Polsce został on wydany 4 września tego samego roku przez Galapagos.
11 listopada 2019 roku został wydany również w 14-dyskowej wersji kolekcjonerskiej Marvel Cinematic Universe: Phase Three Collection – Part 2, która zawiera 6 filmów kończących Fazę Trzecią, a 15 listopada tego samego roku w specjalnej wersji zawierającej 23 filmy franczyzy tworzące The Infinity Saga.

## Odbiór

### Box office
Avengers: Koniec gry, mając budżet wynoszący 356 milionów dolarów, w pierwszym tygodniu wyświetlania zarobił na świecie ponad 1,2 miliarda dolarów, z czego prawie 360 milionów w Stanach Zjednoczonych i Kanadzie. Jego łączny przychód z biletów na świecie osiągnął prawie 2,8 miliarda dolarów, z czego w Stanach Zjednoczonych i Kanadzie to ponad 858 milionów. Ostatecznie film zajął pierwsze miejsce wśród najbardziej dochodowych filmów wszech czasów, filmów w 2019 roku, filmów MCU oraz filmów o superbohaterach. W marcu 2021 roku poprzedni najbardziej dochodowy film, Avatar, powrócił do kin w Chinach i spowodował spadek Końca gry na drugie miejsce na tej liście.
Przedsprzedaż biletów w Stanach Zjednoczonych rozpoczęła się 2 kwietnia 2019 roku. Strony Atom Tickets i Fandango były tego dnia przeciążone, a strona i aplikacja AMC Theatres uległy kilkugodzinnej awarii. Fandango i Atom Tickets poinformowały, że Avengers: Koniec gry pobił rekord w ciągu pierwszych 24 godzin. Z samej przedsprzedaży film zarobił ponad 120 milionów dolarów.
Na początku kwietnia prognozy na weekend otwarcia w Stanach Zjednoczonych zakładały dochód w granicach 200–250 milionów dolarów. Natomiast na tydzień przed premierą zwiększono je do 260–300 milionów. W Chinach prognozy wynosiły 250–280 milionów dolarów. Ostatecznie uzyskał on tam pierwszego dnia wyświetlania rekordowe 107 milionów, a prognozy z weekendu wzrosły do 300 milionów. Koniec gry uzyskało w Chinach w weekend otwarcia ponad 330 milionów dolarów. Po tygodniu wyświetlania stał się najbardziej dochodowym filmem zagranicznym w Chinach i Indiach. W tych krajach zarobił odpowiednio prawie 630 milionów i ponad 62 miliony. Do największych rynków, poza Chinami i Indiami, należały również: Wielka Brytania (115 milionów), Korea Południowa (100 milionów), Brazylia (85,7 miliona), Meksyk (77,6 miliona), Niemcy (64,3 miliona), Francja (62,4 miliona), Australia (59,1 miliona) i Japonia (55,3 miliona). W Polsce w weekend otwarcia film zarobił ponad 4,6 miliona dolarów, a w sumie ponad 10,5 miliona.

#### Rekordy
- Najbardziej dochodowy film wszech czasów[126]
- Najlepszy weekend otwarcia na świecie[126][132]
- Najwyższy wynik dla filmu o superbohaterach na świecie[125]
- Najszybciej osiągnięte pół miliarda, miliard, półtora miliarda, dwa miliardy oraz dwa i pół miliarda dolarów na świecie[126][125]
- Najlepiej zarabiający film 2019 roku na świecie[125]
- Najlepszy weekend otwarcia w Stanach Zjednoczonych i Kanadzie[126][132]
- Najlepszy weekend otwarcia w Stanach Zjednoczonych i Kanadzie po uwzględnieniu inflacji[126]
- Najlepszy weekend otwarcia dla kategorii wiekowej PG-13 w Stanach Zjednoczonych i Kanadzie[133]
- Najlepszy weekend wiosenny otwarcia w Stanach Zjednoczonych i Kanadzie[133]
- Najlepszy weekend kwietniowy otwarcia w Stanach Zjednoczonych i Kanadzie[133]
- Najlepszy trzydniowy weekend otwarcia w Stanach Zjednoczonych i Kanadzie[133]
- Najlepszy tydzień otwarcia w Stanach Zjednoczonych i Kanadzie[133]
- Najlepszy dzień otwarcia w Stanach Zjednoczonych i Kanadzie[132]
- Najlepszy wynik dla pojedynczego dnia w Stanach Zjednoczonych i Kanadzie[132]
- Najwyższy wynik dla przedpremierowych pokazów czwartkowych w Stanach Zjednoczonych i Kanadzie[126][132]
- Najwyższy wynik dla piątku w Stanach Zjednoczonych i Kanadzie[133]
- Najwyższy wynik dla soboty w Stanach Zjednoczonych i Kanadzie[133]
- Najwyższy wynik dla niedzieli w Stanach Zjednoczonych i Kanadzie[133]
- Najszybciej osiągnięte 50, 100, 150, 200, 250, 300, 350, 400, 450, 500, 550, 600 i 650 milionów dolarów w Stanach Zjednoczonych i Kanadzie[132][133]
- Najlepiej zarabiający film: Arabia Saudyjska, Boliwia, Brazylia, Chile, Egipt, Ekwador, Etiopia, Filipiny, Hongkong, Indonezja, Kambodża, Katar, Kolumbia, Malezja, Meksyk, Oman, Paragwaj, Peru, Singapur, Tajlandia, Ukraina, Urugwaj, Wietnam i Zjednoczone Emiraty Arabskie[126].
- Najlepszy weekend otwarcia: Arabia Saudyjska, Argentyna, Australia, Austria, Bahrajn, Belgia, Boliwia, Bośnia i Hercegowina, Brazylia, Chile, Chiny, Chorwacja, Czechy, Dania, Egipt, Ekwador, Filipiny, Hiszpania, Holandia, Hongkong, Islandia, Irlandia, Indonezja, Jordania, Katar, Kolumbia, Korea Południowa, Malezja, Meksyk, Nowa Zelandia, Norwegia, Paragwaj, Peru, Południowa Afryka, Rosja Serbia, Singapur, Słowacja, Słowenia, Syria, Tajwan, Tajlandia, Trynidad i Tobago, Ukraina, Urugwaj, Węgry, Wielka Brytania, Wietnam i Zjednoczone Emiraty Arabskie[126]
- Najlepszy pierwszy dzień otwarcia: Argentyna, Australia, Boliwia, Brazylia, Chile, Chiny, Ekwador, Egipt, Filipiny, Hongkong, Kolumbia, Korea Południowa, Meksyk, Nowa Zelandia, Panama, Paragwaj, Peru, Południowa Afryka, Rosja, Tajlandia, Tajwan, Trynidad i Tobago, Urugwaj, Wielka Brytania, Wietnam i Zjednoczone Emiraty Arabskie[126]

### Krytyka w mediach
Film spotkał się z pozytywną reakcją krytyków. W serwisie Rotten Tomatoes 94% z 532 recenzji uznano za pozytywne, a średnia ocen wystawionych na ich podstawie wyniosła 8,2/10. Na portalu Metacritic średnia ważona ocen z 57 recenzji wyniosła 78 punkty na 100. Natomiast według serwisu CinemaScore, zajmującego się mierzeniem atrakcyjności filmów w Stanach Zjednoczonych, publiczność przyznała mu ocenę A+ w skali od F do A+.
Peter Travers z magazynu „Rolling Stone” przyznał ocenę 4 na 5 i napisał: „Jednak to długie pożegnanie cię dosięgło. To nie jest żarliwy i pomysłowy element zmieniający zasady gry, jak Czarna Pantera; prawdopodobnie w przyszłości nie będzie nominacji do Oscara dla najlepszego filmu. I co z tego? Będziesz się śmiać, płakać, zachwycać się fajerwerkami akcji. Pokochasz to po 3000. I ani przez minutę nie uwierzysz, że to naprawdę pożegnanie”.  Todd McCarthy z „The Hollywood Reporter” stwierdził: „Avengers: Koniec gry jest, z pozoru, końcem drogi dla niektórych postaci i fabuł, ale nasiona wielu odgałęzień wydają się być zasiane po drodze”. Peter Debruge z „Variety” stwierdził: „Po starciu, które trzeba zobaczyć, jakim była Wojna bez granic, bracia Russo zapewniają trzygodzinną kontynuację bardziej skierowaną do fanów, nagradzając ich lojalność wobec Filmowego Uniwersum Marvela”. Richard Roeper z „Chicago Sun-Times” stwierdził: „Nie jestem przygotowany na natychmiastowe oznaczenie Avengers: Koniec gry jako najlepszego z 23 filmów Marvel Universe do tej pory, ale jest to poważny pretendent do korony i niekwestionowany mistrz, jeśli chodzi o emocjonalne uderzenie”. A.O. Scott z „The New York Times” napisał: „Koniec gry jest pomnikiem adekwatności, odpowiednim zwieńczeniem przedsięwzięcia, które zorientowało się, jak być wystarczająco dobrym dla wystarczającej liczby ludzi”. Justin Chang z „Los Angeles Times” stwierdził: „Pomimo swoich epickich ambicji i burzliwego czasu trwania Koniec gry często wydaje się być krótszy, luźniejszy i lżejszy niż niektórzy bracia Marvela”. Helen O’Hara z „Empire Magazine” napisała: „tym razem Joe i Anthony Russo dostarczyli obcej, bardziej drapieżnej bestii. Dotyczy to bałaganu związanego z opadem emocjonalnym i rozwojem postaci. Rzecz w tym, że robi to w sposób, który jest równie satysfakcjonujący – a akcja, gdy się pojawia, jest mniej precyzyjna, ale znacznie bardziej efektowna”. Laura Prudom z IGN stwierdziła: „Im mniej wiesz, rozpoczynając Avengers: Koniec gry, tym bardziej prawdopodobne, że ci się spodoba”. Natomiast Richard Brody z „The New Yorker” bardziej krytycznie odniósł się do filmu: „Bracia Russo mają szczególnie małe poczucie wizualnej przyjemności, małe poczucie piękna, małe poczucie metafory, małe zdolności do tekstury lub kompozycji; ich spektakularna zarozumiałość jest czysto jednoskalowa, dlatego ich najwspanialsze chwile są ciche i dramatyczne”.
Jakub Popielecki z portalu Filmweb napisał: „Tak, widowisko chwieje się w kilku miejscach pod własnym ciężarem. Nie wszystkie dramatyczne momenty mogą wybrzmieć, jak należy, bo są uwikłane w kolejne cyrkowe triki. Trudna sprawa: niełatwo poruszyć każdą czułą, intymną strunę, kiedy jednocześnie żonglujesz planetami i wszechświatami”. Urszula Schwarzenberg-Czerny z tygodnika „Polityka” napisała: „Avengers: Koniec gry czasem strasznie się dłuży (megaprodukcja Marvela trwa aż trzy godziny), ale poprzetykany jest momentami zaskakująco nostalgicznymi i naprawdę zabawnymi. Choć aby uniknąć spoilerów, najlepiej jak najmniej o nich mówić”. Piotr Piskozub z NaEkranie.pl napisał: „Avengers: Koniec gry to perła w koronie MCU. Prawdziwa uczta na poziomie fabularnym i realizacyjnym, która przytłoczy swoim rozmachem, wyniesie nas w mentalną stratosferę i doprowadzi do łez. To jedyna w swoim rodzaju podróż, czasami tak piękna, że aż onieśmielająca”. Michał Mielnik z Głosu Kultury stwierdził: „Całość tego gigantycznego widowiska z całą pewnością sprawi dużą przyjemność zaprzysięgłym fanom Marvela, aczkolwiek wrażenia z seansu nie będą jakoś szczególnie odkrywcze. Pytanie, czy obraz, który jest już tylko kolejnym trybikiem w dobrze naoliwionej maszynie, może być jeszcze choć trochę kreatywny i czy w ogóle twórcy mają takie aspiracje”. Łukasz Kołakowski z Movies Room napisał: „Koniec gry po raz kolejny potwierdza, że bracia Russo to diament, którego upolowanie jest jednym z największych sukcesów ludzi odpowiedzialnych za MCU. Ludzie na filmach Marvela wychowani będą ich w przyszłości wspominać, tak jak to my dziś wspominamy takiego Spielberga czy Zemeckisa. Nowi Avengers to film marzenie, dla każdego fana, ze wszech miar zasługujący, żeby to wielkie przedsięwzięcie zamykać. Film, o którym będziemy rozmawiać, czytać i pisać przez najbliższy okres wszędzie”.

### Nagrody i nominacje

#### 2019
| Ceremonia                                     | Kategoria                                                                    | Nominowani                                                              | Rezultat   | Przypis |
| --------------------------------------------- | ---------------------------------------------------------------------------- | ----------------------------------------------------------------------- | ---------- | ------- |
| Golden Trailer Awards                         | Najlepszy zwiastun filmu fantasy / przygodowego                              | Avengers: Koniec gry                                                    | Wygrana    | [ 151 ] |
| Golden Trailer Awards                         | Najlepsza muzyka w zwiastunie                                                | Avengers: Koniec gry                                                    | Nominacja  | [ 151 ] |
| Golden Trailer Awards                         | Najlepszy spot telewizyjny dla pełnometrażowego filmu akcji                  | Avengers: Koniec gry                                                    | Nominacja  | [ 151 ] |
| Golden Trailer Awards                         | Najlepszy spot telewizyjny dla pełnometrażowego filmu fantasy / przygodowego | Avengers: Koniec gry                                                    | Wygrana    | [ 151 ] |
| Golden Trailer Awards                         | Najlepszy plakat filmu fantasy / przygodowego                                | Avengers: Koniec gry                                                    | Nominacja  | [ 151 ] |
| Golden Trailer Awards                         | Najlepszy plakat międzynarodowy                                              | Avengers: Koniec gry                                                    | Nominacja  | [ 151 ] |
| Golden Trailer Awards                         | Nagroda Box Office Weekend                                                   | Avengers: Koniec gry                                                    | Wygrana    | [ 151 ] |
| MTV Movie & TV Awards                         | Najlepszy film                                                               | Avengers: Koniec gry                                                    | Wygrana    | [ 152 ] |
| MTV Movie & TV Awards                         | Najlepszy bohater                                                            | Robert Downey Jr.                                                       | Wygrana    | [ 152 ] |
| MTV Movie & TV Awards                         | Najlepszy czarny charakter                                                   | Josh Brolin                                                             | Wygrana    | [ 152 ] |
| MTV Movie & TV Awards                         | Najlepsza scena walki                                                        | Chris Evans, Josh Brolin                                                | Nominacja  | [ 152 ] |
| BET Awards                                    | Najlepszy aktor                                                              | Chadwick Boseman                                                        | Nominacja  | [ 153 ] |
| Teen Choice Awards                            | Ulubiony film akcji                                                          | Avengers: Koniec gry                                                    | Wygrana    | [ 154 ] |
| Teen Choice Awards                            | Ulubiony aktor filmu akcji                                                   | Robert Downey Jr.                                                       | Wygrana    | [ 154 ] |
| Teen Choice Awards                            | Ulubiony aktor filmu akcji                                                   | Chris Evans                                                             | Nominacja  | [ 154 ] |
| Teen Choice Awards                            | Ulubiony aktor filmu akcji                                                   | Chris Hemsworth                                                         | Nominacja  | [ 154 ] |
| Teen Choice Awards                            | Ulubiony aktor filmu akcji                                                   | Paul Rudd                                                               | Nominacja  | [ 154 ] |
| Teen Choice Awards                            | Ulubiony aktorka filmu akcji                                                 | Scarlett Johansson                                                      | Wygrana    | [ 154 ] |
| Teen Choice Awards                            | Ulubiony aktorka filmu akcji                                                 | Brie Larson                                                             | Nominacja  | [ 154 ] |
| Teen Choice Awards                            | Ulubiony aktorka filmu akcji                                                 | Zoe Saldana                                                             | Nominacja  | [ 154 ] |
| Teen Choice Awards                            | Ulubiony czarny charakter                                                    | Josh Brolin                                                             | Wygrana    | [ 154 ] |
| Dragon Awards                                 | Najlepszy film fantastycznonaukowy / fantasy                                 | Avengers: Koniec gry                                                    | Wygrana    | [ 155 ] |
| Saturn Awards                                 | Najlepsza adaptacja komiksu                                                  | Avengers: Koniec gry                                                    | Wygrana    | [ 156 ] |
| Saturn Awards                                 | Najlepszy aktor                                                              | Robert Downey Jr.                                                       | Wygrana    | [ 156 ] |
| Saturn Awards                                 | Najlepszy aktor                                                              | Chris Evans                                                             | Nominacja  | [ 156 ] |
| Saturn Awards                                 | Najlepszy aktor drugoplanowy                                                 | Jeremy Renner                                                           | Nominacja  | [ 156 ] |
| Saturn Awards                                 | Najlepsza aktorka drugoplanowa                                               | Karen Gillan                                                            | Nominacja  | [ 156 ] |
| Saturn Awards                                 | Najlepsza aktorka drugoplanowa                                               | Scarlett Johansson                                                      | Nominacja  | [ 156 ] |
| Saturn Awards                                 | Najlepsza reżyseria                                                          | Anthony i Joe Russo                                                     | Nominacja  | [ 156 ] |
| Saturn Awards                                 | Najlepszy scenariusz                                                         | Christopher Markus i Stephen McFeely                                    | Nominacja  | [ 156 ] |
| Saturn Awards                                 | Najlepsza scenografia                                                        | Charles Wood                                                            | Wygrana    | [ 156 ] |
| Saturn Awards                                 | Najlepszy montaż                                                             | Jeffrey Ford, Matthew Schmidt                                           | Wygrana    | [ 156 ] |
| Saturn Awards                                 | Najlepsza muzyka                                                             | Alan Silvestri                                                          | Nominacja  | [ 156 ] |
| Saturn Awards                                 | Najlepsze kostiumy                                                           | Judianna Makovsky                                                       | Nominacja  | [ 156 ] |
| Saturn Awards                                 | Najlepsza charakteryzacja                                                    | John Blake, Brian Sipe                                                  | Wygrana    | [ 156 ] |
| Saturn Awards                                 | Najlepsze efekty specjalne                                                   | Avengers: Koniec gry                                                    | Wygrana    | [ 156 ] |
| Harvey Awards                                 | Najlepsza adaptacja komiksu                                                  | Avengers: Koniec gry                                                    | Nominacja  | [ 157 ] |
| World Soundtrack Awards                       | Filmowy kompozytor roku                                                      | Alan Silvestri                                                          | Nominacja  | [ 158 ] |
| Hollywood Film Awards                         | Nagroda Hollywood Blockbuster                                                | Kevin Feige, Victoria Alonso                                            | Wygrana    | [ 159 ] |
| People’s Choice Awards                        | Ulubiony film                                                                | Avengers: Koniec gry                                                    | Wygrana    | [ 160 ] |
| People’s Choice Awards                        | Ulubiony film akcji                                                          | Avengers: Koniec gry                                                    | Wygrana    | [ 160 ] |
| People’s Choice Awards                        | Ulubiony aktor filmowy                                                       | Robert Downey Jr.                                                       | Wygrana    | [ 160 ] |
| People’s Choice Awards                        | Ulubiony aktor filmowy                                                       | Chris Hemsworth                                                         | Nominacja  | [ 160 ] |
| People’s Choice Awards                        | Ulubiona aktorka filmowa                                                     | Scarlett Johansson                                                      | Nominacja  | [ 160 ] |
| People’s Choice Awards                        | Ulubiona gwiazda kina akcji                                                  | Robert Downey Jr.                                                       | Nominacja  | [ 160 ] |
| People’s Choice Awards                        | Ulubiona gwiazda kina akcji                                                  | Chris Evans                                                             | Nominacja  | [ 160 ] |
| Hollywood Music in Media Awards               | Najlepsza muzyka w filmie fantastycznonaukowym / fantasy                     | Alan Silvestri                                                          | Wygrana    | [ 161 ] |
| National Film & TV Awards                     | Najlepszy film                                                               | Avengers: Koniec gry                                                    | Nominacja  | [ 162 ] |
| National Film & TV Awards                     | Najlepszy aktor                                                              | Robert Downey Jr.                                                       | Nominacja  | [ 162 ] |
| National Film & TV Awards                     | Najlepsza aktorka                                                            | Scarlett Johansson                                                      | Nominacja  | [ 162 ] |
| National Film & TV Awards                     | Najlepszy występ w filmie                                                    | Mark Ruffalo                                                            | Nominacja  | [ 162 ] |
| National Film & TV Awards                     | Najlepszy występ w filmie                                                    | Don Cheadle                                                             | Nominacja  | [ 162 ] |
| National Film & TV Awards                     | Najlepszy producent                                                          | Kevin Feige                                                             | Nominacja  | [ 162 ] |
| Washington D.C. Area Film Critics Association | Najlepszy występ za pomocą techniki motion capture                           | Josh Brolin                                                             | Wygrana    | [ 163 ] |
| San Diego Film Critics Society                | Najlepsze efekty specjalne                                                   | Avengers: Koniec gry                                                    | Nominacja  | [ 164 ] |
| Chicago Film Critics Association              | Najlepsze efekty specjalne                                                   | Avengers: Koniec gry                                                    | Nominacja  | [ 165 ] |
| St. Louis Film Critics Association            | Najlepsze efekty specjalne                                                   | Avengers: Koniec gry                                                    | Wygrana    | [ 166 ] |
| St. Louis Film Critics Association            | Najlepsza muzyka                                                             | Alan Silvestri                                                          | Nominacja  | [ 166 ] |
| St. Louis Film Critics Association            | Najlepszy film akcji                                                         | Avengers: Koniec gry                                                    | 2. miejsce | [ 166 ] |
| St. Louis Film Critics Association            | Najlepsza scena                                                              | „Avengers Assemble”                                                     | Nominacja  | [ 166 ] |
| Seattle Film Critics Society                  | Najlepsza choreografia akcji                                                 | Avengers: Koniec gry                                                    | Nominacja  | [ 167 ] |
| Seattle Film Critics Society                  | Najlepsze efekty specjalne                                                   | Dan DeLeeuw, Matt Aitken, Russell Earl, Dan Sudick                      | Nominacja  | [ 167 ] |
| Satellite Awards                              | Najlepszy dźwięk                                                             | Daniel Laurie, John Pritchett, Juan Peralta, Shannon Mills, Tom Johnson | Nominacja  | [ 168 ] |
| Satellite Awards                              | Najlepsze efekty specjalne                                                   | Dan DeLeeuw, Matt Aitken, Russell Earl, Daniel Sudick                   | Nominacja  | [ 168 ] |
| Florida Film Critics Circle                   | Najlepsze efekty specjalne                                                   | Avengers: Koniec gry                                                    | 2. miejsce | [ 169 ] |

#### 2020
| Ceremonia                             | Kategoria                                                                       | Nominowani                                                               | Rezultat  | Przypis |
| ------------------------------------- | ------------------------------------------------------------------------------- | ------------------------------------------------------------------------ | --------- | ------- |
| Houston Film Critics Society          | Najlepsze efekty specjalne                                                      | Avengers: Koniec gry                                                     | Nominacja | [ 170 ] |
| Austin Film Critics Association       | Najlepszy występ za pomocą techniki motion capture                              | Mark Ruffalo                                                             | Nominacja | [ 171 ] |
| Austin Film Critics Association       | Najlepszy występ za pomocą techniki motion capture                              | Josh Brolin                                                              | Wygrana   | [ 171 ] |
| Austin Film Critics Association       | Najlepsi kaskaderzy                                                             | Avengers: Koniec gry                                                     | Nominacja | [ 171 ] |
| Golden Tomato Awards                  | Najlepsze szeroko dystrybuowany film                                            | Avengers: Koniec gry                                                     | Wygrana   | [ 172 ] |
| Golden Tomato Awards                  | Najlepsza adaptacja komiksu / powieści graficznej                               | Avengers: Koniec gry                                                     | Wygrana   | [ 172 ] |
| Hollywood Critics Association         | Najlepsza obsada                                                                | Avengers: Koniec gry                                                     | Nominacja | [ 173 ] |
| Hollywood Critics Association         | Najlepszy film akcji                                                            | Avengers: Koniec gry                                                     | Nominacja | [ 173 ] |
| Hollywood Critics Association         | Najlepszy blockbuster                                                           | Avengers: Koniec gry                                                     | Wygrana   | [ 173 ] |
| Hollywood Critics Association         | Najlepsza praca kaskaderów                                                      | Avengers: Koniec gry                                                     | Nominacja | [ 173 ] |
| Hollywood Critics Association         | Najlepsze efekty specjalne                                                      | Dan DeLeeuw, Matt Aitken, Russell Earl, and Dan Sudick                   | Wygrana   | [ 173 ] |
| Hollywood Critics Association         | Najlepszy występ przy użyciu animacji lub efektów specjalnych                   | Josh Brolin                                                              | Nominacja | [ 173 ] |
| Amerykańska Gildia Charakteryzatorów  | Najlepszy współczesny makijaż dla filmu pełnometrażowego                        | John Blake, Francisco Perez                                              | Nominacja | [ 174 ] |
| Critics’ Choice Movie Awards          | Najlepszy film akcji                                                            | Avengers: Koniec gry                                                     | Wygrana   | [ 175 ] |
| Critics’ Choice Movie Awards          | Najlepsze efekty specjalne                                                      | Avengers: Koniec gry                                                     | Wygrana   | [ 175 ] |
| Critics’ Choice Movie Awards          | Najlepszy film fantastycznonaukowy / horror                                     | Avengers: Koniec gry                                                     | Nominacja | [ 175 ] |
| Golden Reel Awards                    | Najlepszy montaż dźwięku w filmie pełnometrażowym – dialogi i technika ADR      | Daniel Laurie, Shannon Mills, Jacob Riehle, Brad Semenoff                | Nominacja | [ 176 ] |
| Golden Reel Awards                    | Najlepszy montaż dźwięku w filmie pełnometrażowym – efekty i imitacje dźwiękowe | Avengers: Koniec gry                                                     | Nominacja | [ 176 ] |
| Amerykańska Gildia Aktorów Filmowych  | Najlepszy zespół kaskaderski w filmie                                           | Avengers: Koniec gry                                                     | Wygrana   | [ 177 ] |
| Annie Awards                          | Najlepsze indywidualne osiągnięcie: animacja postaci w produkcji aktorskiej     | Sidney Kombo, Sam Sharplin, Keven Norris, Tim Teramoto, Jacob Luamanuvae | Wygrana   | [ 178 ] |
| Grammy Awards                         | Najlepsza ilustracyjna ścieżka muzyczna w formach wizualnych                    | Alan Silvestri                                                           | Nominacja | [ 179 ] |
| Amerykańska Gildia Kostiumologów      | Najlepsze kostiumy w filmie fantastycznonaukowym / fantasy                      | Judianna Makovsky                                                        | Nominacja | [ 180 ] |
| VES Awards                            | Najlepsze efekty specjalne w fotorealistycznym filmie                           | Dan DeLeeuw, Jen Underdahl, Russell Earl, Matt Aitken, Dan Sudick        | Nominacja | [ 181 ] |
| VES Awards                            | Najlepsza animacja postaci w fotorealistycznym filmie                           | Kevin Martel, Ebrahim Jahromi, Sven Jensen, Robert Allman                | Nominacja | [ 181 ] |
| VES Awards                            | Najlepsza kompozycja w fotorealistycznym filmie                                 | Tim Walker, Blake Winder, Tobias Wiesner, Joerg Bruemmer                 | Nominacja | [ 181 ] |
| Amerykańska Gildia Scenografów        | Najlepsza scenografia w filmie fantasy                                          | Charles Wood                                                             | Wygrana   | [ 182 ] |
| Nagroda Brytyjskiej Akademii Filmowej | Najlepsze efekty specjalne                                                      | Dan DeLeeuw, Dan Sudick                                                  | Nominacja | [ 183 ] |
| Nagroda Akademii Filmowej             | Najlepsze efekty specjalne                                                      | Dan DeLeeuw, Matt Aitken, Russell Earl, Dan Sudick                       | Nominacja | [ 184 ] |
| Kids’ Choice Awards                   | Ulubiony film                                                                   | Avengers: Koniec gry                                                     | Wygrana   | [ 185 ] |
| Kids’ Choice Awards                   | Ulubiony aktor filmowy                                                          | Chris Evans                                                              | Nominacja | [ 185 ] |
| Kids’ Choice Awards                   | Ulubiony aktor filmowy                                                          | Chris Hemsworth                                                          | Nominacja | [ 185 ] |
| Kids’ Choice Awards                   | Ulubiona aktorka filmowa                                                        | Scarlett Johansson                                                       | Nominacja | [ 185 ] |
| Kids’ Choice Awards                   | Ulubiona aktorka filmowa                                                        | Brie Larson                                                              | Nominacja | [ 185 ] |
| Kids’ Choice Awards                   | Ulubiony superbohater                                                           | Tom Holland                                                              | Wygrana   | [ 185 ] |
| Kids’ Choice Awards                   | Ulubiony superbohater                                                           | Robert Downey Jr.                                                        | Nominacja | [ 185 ] |
| Kids’ Choice Awards                   | Ulubiony superbohater                                                           | Chris Evans                                                              | Nominacja | [ 185 ] |
| Kids’ Choice Awards                   | Ulubiony superbohater                                                           | Chris Hemsworth                                                          | Nominacja | [ 185 ] |
| Kids’ Choice Awards                   | Ulubiony superbohater                                                           | Scarlett Johansson                                                       | Nominacja | [ 185 ] |
| Kids’ Choice Awards                   | Ulubiony superbohater                                                           | Brie Larson                                                              | Nominacja | [ 185 ] |
| Hugo Awards                           | Najlepsza prezentacja dramatyczna – długa forma                                 | Anthony i Joe Russo, Christopher Markus, Stephen McFeely                 | Nominacja | [ 186 ] |

## Kontynuacje
W lipcu 2022 roku zostały zapowiedziane na 2025 rok dwie kontynuacje, Avengers: The Kang Dynasty i Avengers: Secret Wars. W czerwcu 2023 roku The Kang Dynasty i Secret Wars zostały przesunięte na 2026 i 2027 rok. W grudniu zrezygnowano z podtytułu The Kang Dynasty.